# Андреас Шлютер
Андре́ас Шлю́тер (нім. Andreas Schlüter; 1662?, Гданськ — 4 липня 1714, Петербург) — німець за походженням, майстер Північного бароко, архітектор, дизайнер інтер'єрів. Більше відомий як скульптор, автор монументів і меморіальної пластики (надгробків). Працював у м. Жовква. У 1702—1704 рр. був директором Берлінської академії мистецтв.

## Біографія
Про ранні роки майстра залишилось мало відомостей. Вважається, що він народився в родині скульптора з Гамбургу, що оселився в Данцігу (теперішній Гданськ, Польща). Навчався у скульптора Д. Заповіуса. Художнє навчання довершив в Голландії, найбільш розвинутій країні Західної Європи в добу бароко. Але вплив голландського маньєризму в його творах не знаходять.

### Майстер короля Яна ІІІ Собеського. Шлютер і Західна Україна

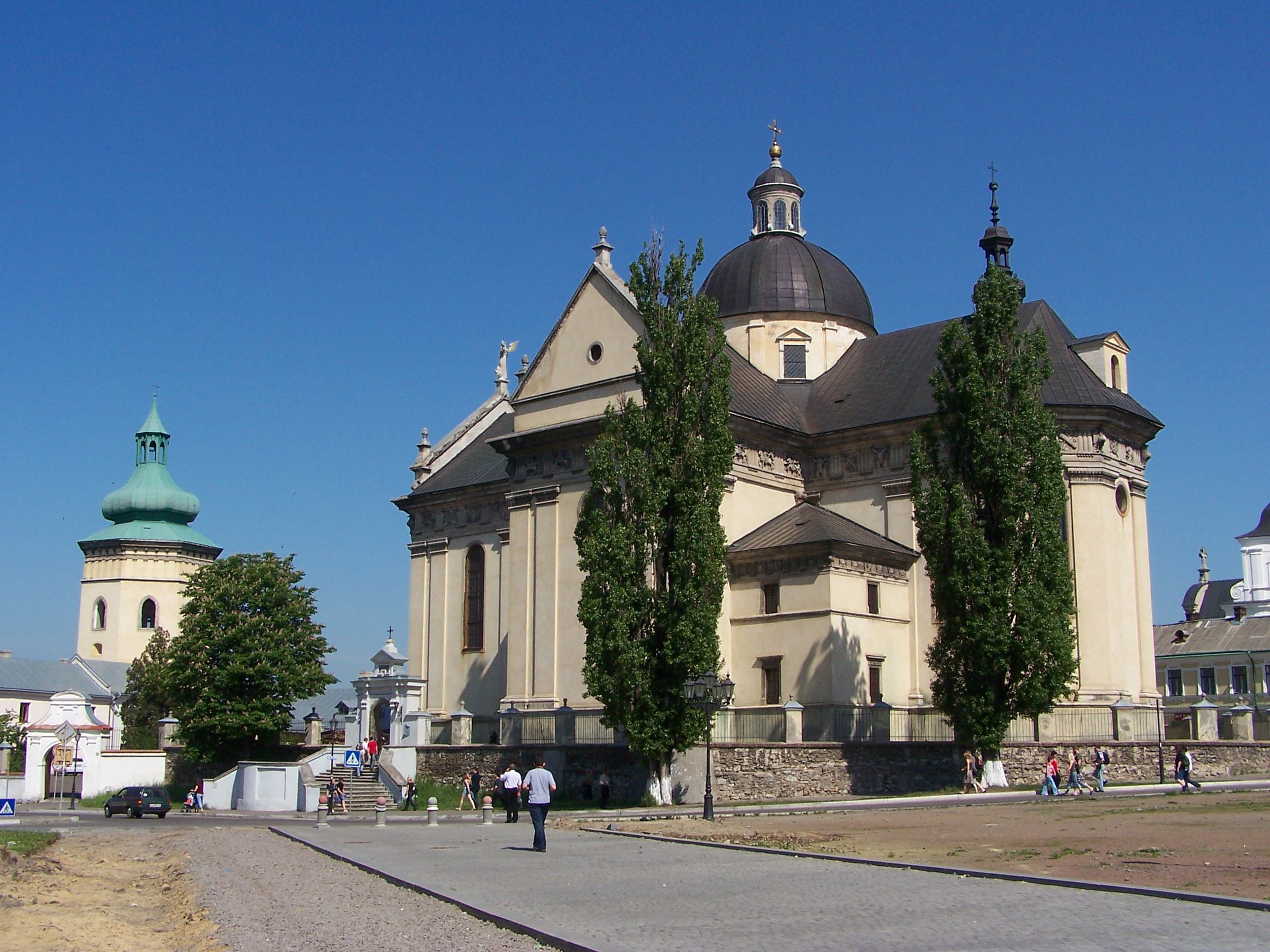
Костел Св. Лаврентія, Жовква.

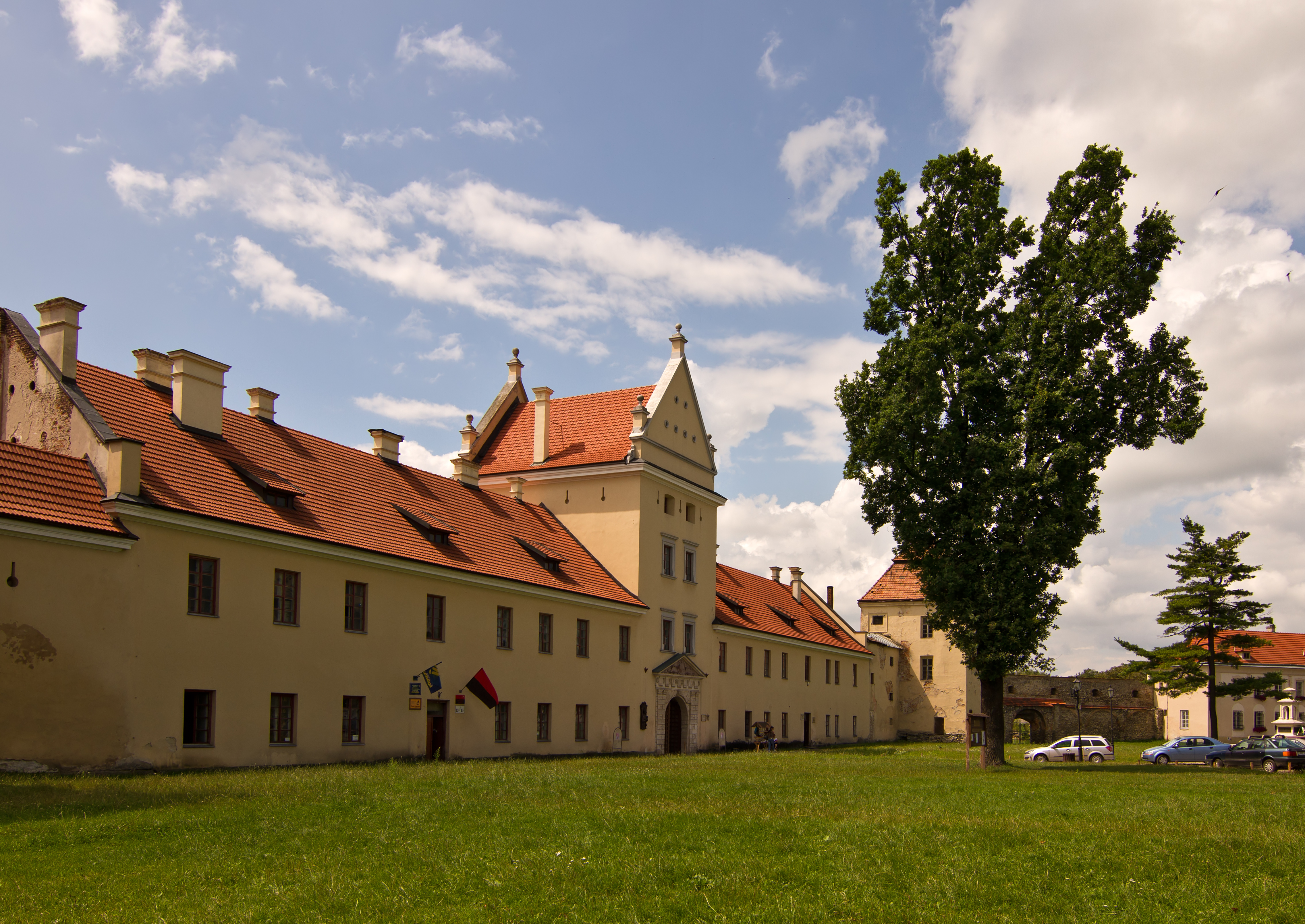
Жовківський замок

Про здібного скульптора дізналися в Польщі. Його замовником став король Ян ІІІ Собеський. В роки роботи майстром у короля Шлютер приїхав до Західної України. У місті Жовква, резиденції Собеського, він працював скульптором меморіальної пластики. Нині збереглися два надгробки Андреаса Шлютера в костелі св. Лаврентія. Роботу над надгробками майстер почав у 1692 році у Варшаві. Надгробні плити були призначені для фундаторки костелу і монастиря - матері Яна ІІІ Софії Теофілії Собеської з Даниловичів, а також для брата короля - Марка Собеського. Готові роботи потрапили до Жовкви у 1693 році, а на зламі 1693—1694 років під наглядом майстра були встановлені в костелі Святого Лаврентія.
Імовірно, саме Шлютер здійснив перебудову палацу Корнякта у Львові під резиденцією Яна ІІІ Собеського (1678).[джерело?]

### Польща

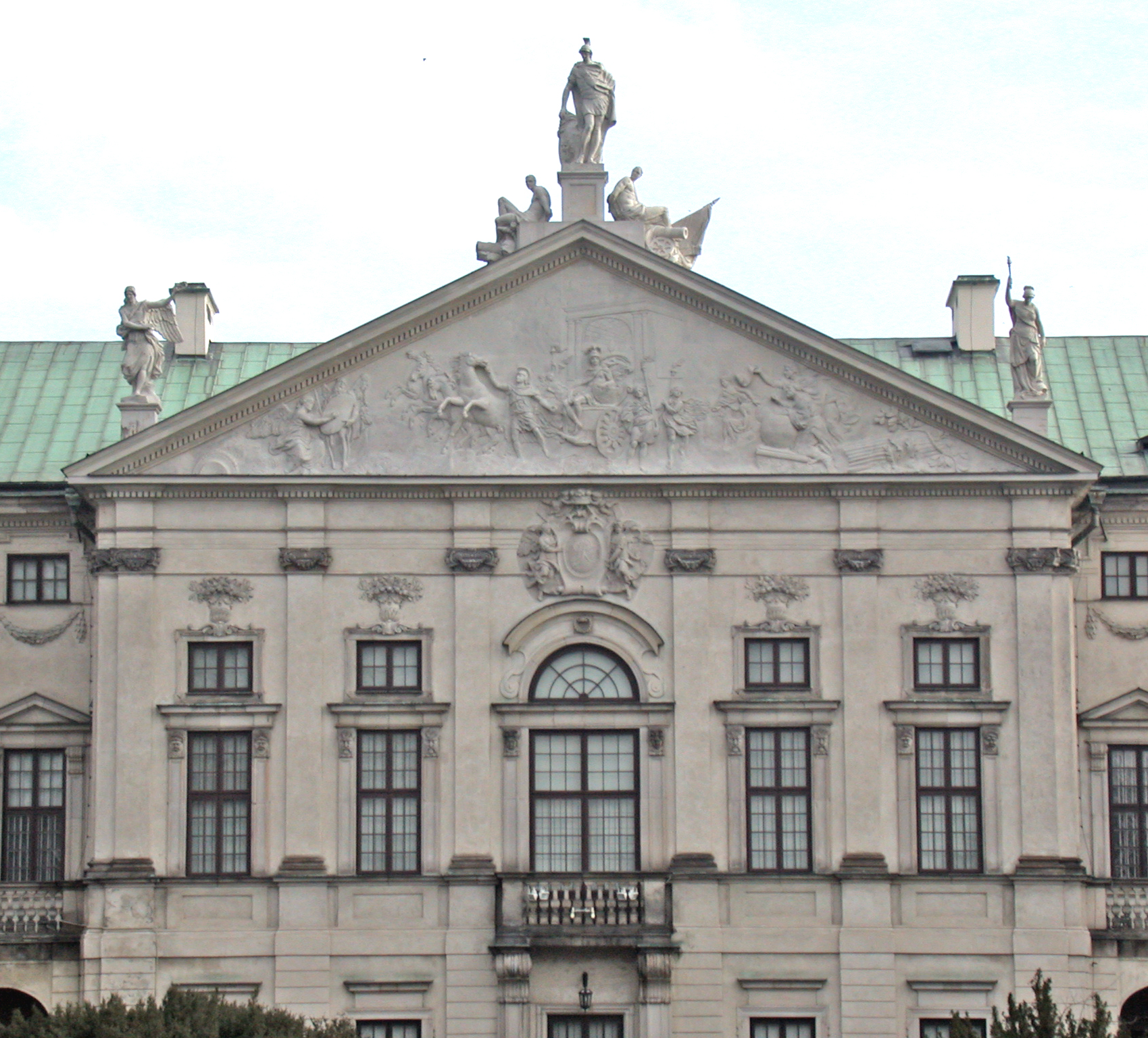
Варшава. Скульптурне оздоблення палацу Красінських

У 1689—1693 рр. Шлютер займався скульптурним оздобленням резиденції короля Яна Собеського у Вілянові (скульптурна падуга в спальні короля), а також палацу Красінських у Варшаві. 

### Берлін. Міський палац. Архітектор Шлютер
З 1694 р. Шлютер перебуває у Берліні на службі в курфста Фрідріха III ( з 1701 року короля Пруссії Фрідріха I ). До процесу створення великих палаців приєдналася і Німеччина. Наглядачем за розбудовою палацу в Берліні став Андреас Шлютер. Він продовжив роботи, що вже розпочали до нього. Створені ним Північний та Південний фасади внутрішнього двору сформували стиль і напрямок художніх робіт. Окрім архітектури, Шлютера задіяли в як дизайнера інтер'єрів (парадні зали та парадні сходинки палацу) та скульптора. Міський палац в Берліні був зруйнуваний у Другій світовій війні.
Шлютер довершив в Берліні будівництво Міського Арсеналу, розпочате Йоганном Арнольдом Нерінгом , зараз це Німецький історичний музей.

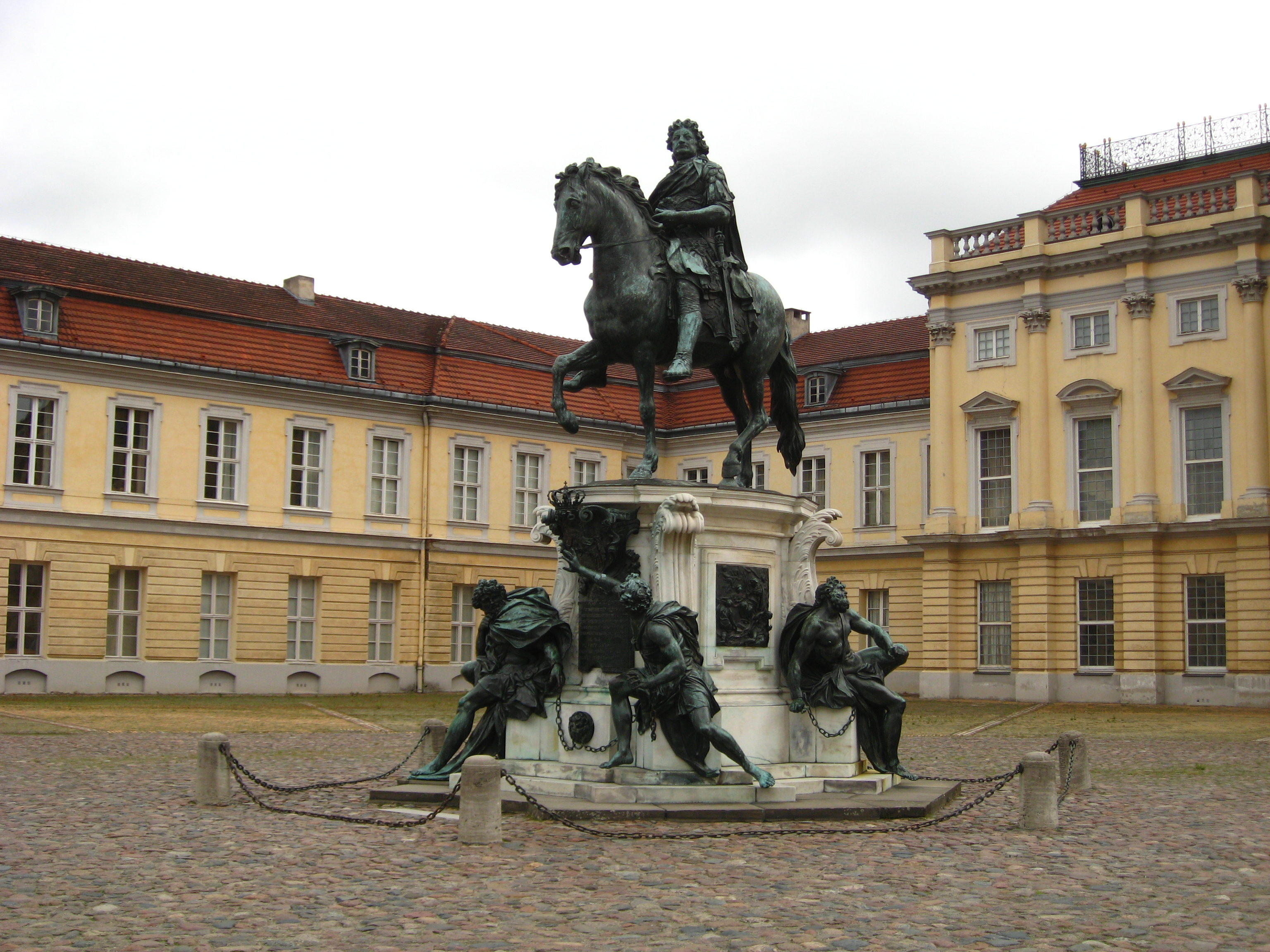
Кінний пам'ятник

### Шлютер і його скульптурні шедеври
В 1697 р. Шлютер завершив створення кінного пам'ятника курфюрсту Фрідріху ІІІ. Відливку бронзового монумента зробив Якобі (У XX ст. монумент перемістили в Шарлотенбург). Витвір Шлютера став визначним не тільки в рамках Німеччини, а й поза її межами. Пам'ятник увійшов в мистецтво доби бароко Західної Європи як зразок цього стилю.
Будучи автором великої кількості меморіальних плит, Шлютер створив в Берліні також надгробок Фрідріха І.

### Петербург і смерть
В 1713 р. помирає патрон Шлютера - Фрідріх І. Новий король не був ні меценатом, ні прихильником здібних майстрів. 61-річний майстер залишає в Берліні дружину і їде на заробітки. На відвойованому у шведів узбережжі поставало нове місто - Петербург. 1 травня 1713 р. Шлютер складає угоду з Яковом Брюсом і переїздить до нового замовника - царя Петра І. 
На місті конфіскованої садиби шведа Конау, Петро І розмістив свою літню резиденцію. Шлютер розпочинає працю над плануванням і кресленням в якості головного архітектора садиби царя. Також він створює теракотові барельєфи, що прикрасили Літній палац в садибі. 
Помер скульптор в Петербурзі, 4 липня 1714 р. Його поховали на кладовищі для «іновірців» (Сампсоніївський цвинтар). Цвинтар і могили не збереглися.

### Скульптурні твори А.Шлютера
- Голови помираючих вояків, Арсенал, Берлін
- Кінний монумент Фрідріху ІІІ, Шарлотенбург, Берлін
- Портрет ландграфа Фрідріха ІІ Гессен-Гамбургського, Гамбург, Німеччина
- Надгробок Фрідріха І
- Два надгробки в Жовкві, архітектурний заповідник, Україна